# Leichtathletik-Südamerikameisterschaften 1979
Die XXX. Leichtathletik-Südamerikameisterschaften fanden vom 31. Oktober bis zum 4. November 1979 in der kolumbianischen Stadt Bucaramanga statt.
Erfolgreichster Teilnehmer war der brasilianische Sprinter Altevir de Araújo mit zwei Goldmedaillen und einer Silbermedaille. Bei den Frauen gewann die Argentinierin Beatriz Allocco drei Goldmedaillen.

## Männerwettbewerbe
Die Mannschaftswertung gewann bei den Männern die brasilianische Mannschaft mit 189 Punkten vor den Venezolanern mit 145 Punkten und dem Team Kolumbiens mit 105 Punkten sowie den Chilenen mit 94 und den Argentiniern mit 90 Punkten. Hinter den Peruanern mit 14 Punkten erreichten die Uruguayer ebenso 10 Punkte wie Panama, Bolivien erhielt 9 Punkte und Paraguay 8 Punkte.

### 100-Meter-Lauf Männer
| Platz | Athlet            | Land | Zeit   |
| ----- | ----------------- | ---- | ------ |
| 1     | Altevir de Araújo | BRA  | 10,1 s |
| 2     | Manuel Ramírez    | COL  | 10,4 s |
| 3     | Reinaldo Lizardi  | VEN  | 10,6 s |

Finale: 1. November

### 200-Meter-Lauf Männer
| Platz | Athlet            | Land | Zeit   |
| ----- | ----------------- | ---- | ------ |
| 1     | Altevir de Araújo | BRA  | 20,5 s |
| 2     | Katsuhiko Nakaia  | BRA  | 20,8 s |
| 3     | Héctor Daley      | PAN  | 21,1 s |

Finale: 4. November

### 400-Meter-Lauf Männer
| Platz | Athlet                | Land | Zeit   |
| ----- | --------------------- | ---- | ------ |
| 1     | Geraldo Pegado        | BRA  | 46,2 s |
| 2     | Antônio Dias Ferreira | BRA  | 46,9 s |
| 3     | Héctor Daley          | PAN  | 47,4 s |

Finale: 1. November

### 800-Meter-Lauf Männer
| Platz | Athlet          | Land | Zeit       |
| ----- | --------------- | ---- | ---------- |
| 1     | Cristian Molina | CHI  | 1:47,8 min |
| 2     | William Wuycke  | VEN  | 1:47,9 min |
| 3     | Pedro Caceres   | ARG  | 1:48,5 min |

Finale: 4. November

### 1500-Meter-Lauf Männer
| Platz | Athlet            | Land | Zeit       |
| ----- | ----------------- | ---- | ---------- |
| 1     | Emilio Ulloa      | CHI  | 3:47,0 min |
| 2     | José Velásquez    | VEN  | 3:47,6 min |
| 3     | Wilson de Santana | BRA  | 3:47,9 min |

Finale: 2. November

### 5000-Meter-Lauf Männer
| Platz | Athlet            | Land | Zeit        |
| ----- | ----------------- | ---- | ----------- |
| 1     | Alejandro Silva   | CHI  | 13:57,2 min |
| 2     | Domingo Tibaduiza | COL  | 14:03,4 min |
| 3     | Johnny Pérez      | BOL  | 14:16,1 min |

Finale: 4. November

### 10.000-Meter-Lauf Männer
| Platz | Athlet            | Land | Zeit        |
| ----- | ----------------- | ---- | ----------- |
| 1     | Silvio Salazar    | COL  | 28:50,4 min |
| 2     | Domingo Tibaduiza | COL  | 28:51,2 min |
| 3     | Víctor Maldonado  | VEN  | 29:37,3 min |

Finale: 31. Oktober

### Marathon Männer
| Platz | Athlet          | Land | Zeit |
| ----- | --------------- | ---- | ---- |
| 1     | Luis Barbosa    | COL  |      |
| 2     | Alfonso Torres  | COL  |      |
| 3     | Lucirio Garrido | VEN  |      |

Finale: 4. November
Die Länge des Kurses betrug etwa 37 Kilometer.

### 110-Meter-Hürdenlauf Männer
| Platz | Athlet                | Land | Zeit   |
| ----- | --------------------- | ---- | ------ |
| 1     | Wellington da Nobrega | BRA  | 14,4 s |
| 2     | Carlos dos Santos     | BRA  | 14,6 s |
| 3     | Andrés Lyon           | CHI  | 14,9 s |

Finale: 1. November

### 400-Meter-Hürdenlauf Männer
| Platz | Athlet                | Land | Zeit   |
| ----- | --------------------- | ---- | ------ |
| 1     | Antônio Dias Ferreira | BRA  | 50,7 s |
| 2     | Donizete Soares       | BRA  | 51,1 s |
| 3     | José Davis            | VEN  | 51,5 s |

Finale: 4. November

### 3000-Meter-Hindernislauf Männer
| Platz | Athlet        | Land | Zeit       |
| ----- | ------------- | ---- | ---------- |
| 1     | German Aranda | COL  | 8:52,3 min |
| 2     | Eloi Schleder | BRA  | 8:57,4 min |
| 3     | Johnny Perez  | BOL  | 8:58,6 min |

Finale: 31. Oktober

### 4-mal-100-Meter-Staffel Männer
| Platz | Athleten                                                           | Land | Zeit   |
| ----- | ------------------------------------------------------------------ | ---- | ------ |
| 1     | Reinaldo Lizardi Ely Zabala Briceno Conde                          | VEN  | 40,0 s |
| 2     | Milton de Castro Geraldo Pegado Katsuhiko Nakaia Altevir de Araújo | BRA  | 40,2 s |
| 3     | Angel Gagliano Gustavo Dubarbier Carlos Gambetta Ricardo Donda     | ARG  | 40,4 s |

Finale: 2. November

### 4-mal-400-Meter-Staffel Männer
| Platz | Athleten                                                               | Land | Zeit       |
| ----- | ---------------------------------------------------------------------- | ---- | ---------- |
| 1     | Hipolito Brown Alexis Herrera Zea William Wuycke                       | VEN  | 3:09,8 min |
| 2     | Gabriel Castella Carlos Gambetta Pedro Caceres Angel Gagliano          | ARG  | 3:10,5 min |
| 3     | Donizete Soares Wilson dos Santos Antônio Dias Ferreira Geraldo Pegado | BRA  | 3:10,5 min |

Finale: 4. November

### 20-Kilometer-Gehen
| Platz | Athlet            | Land | Zeit |
| ----- | ----------------- | ---- | ---- |
| 1     | Ernesto Alfaro    | COL  |      |
| 2     | Waldemar da Silva | BRA  |      |
| 3     | Jorge Quiñones    | COL  |      |

Finale: 1. November
Die Strecke betrug weniger als 20 Kilometer.

### Hochsprung Männer
| Platz | Athlet            | Land | Höhe   |
| ----- | ----------------- | ---- | ------ |
| 1     | Daniel Mamet      | ARG  | 2,12 m |
| 2     | Geraldo Rodrigues | BRA  | 2,09 m |
|       | Irajá Cecy        | BRA  | 2,09 m |

Finale: 3. November

### Stabhochsprung Männer
| Platz | Athlet          | Land | Höhe   |
| ----- | --------------- | ---- | ------ |
| 1     | Fernando Ruocco | URU  | 4,70 m |
| 2     | Tito Steiner    | ARG  | 4,60 m |
| 3     | Henry Goméz     | COL  | 4,45 m |

Finale: 1. November

### Weitsprung Männer
| Platz | Athlet                       | Land | Weite  |
| ----- | ---------------------------- | ---- | ------ |
| 1     | Oswaldo Torres               | VEN  | 7,67 m |
| 2     | Carlos Gambetta              | ARG  | 7,58 m |
| 3     | Francisco Carlos de Oliveira | BRA  | 7,57 m |

Finale: 2. November

### Dreisprung Männer
| Platz | Athlet                       | Land | Weite   |
| ----- | ---------------------------- | ---- | ------- |
| 1     | José Salazar                 | VEN  | 16,23 m |
| 2     | Francisco Carlos de Oliveira | BRA  | 16,15 m |
| 3     | Celso Pereira                | BRA  | 15,83 m |

Finale: 4. November

### Kugelstoßen Männer
| Platz | Athlet       | Land | Weite   |
| ----- | ------------ | ---- | ------- |
| 1     | Gert Weil    | CHI  | 16,42 m |
| 2     | Jesús Ramos  | VEN  | 16,22 m |
| 3     | José Jacques | BRA  | 16,20 m |

Finale: 1. November

### Diskuswurf Männer
| Platz | Athlet        | Land | Weite |
| ----- | ------------- | ---- | ----- |
| 1     | Sergio Thomé  | BRA  |       |
| 2     | Luis Palacios | VEN  |       |
| 3     | José Jacques  | BRA  |       |

Finale: 31. Oktober
Statt der vorgeschriebenen 2-Kilogramm-Scheibe wurde eine Scheibe von 1,75 Kilogramm geworfen.

### Hammerwurf Männer
| Platz | Athlet          | Land | Weite   |
| ----- | --------------- | ---- | ------- |
| 1     | José Vallejos   | ARG  | 63,44 m |
| 2     | Celso de Moraes | BRA  | 61,44 m |
| 3     | Daniel Gómez    | ARG  | 57,60 m |

Finale: 4. November

### Speerwurf Männer
| Platz | Athlet                | Land | Weite   |
| ----- | --------------------- | ---- | ------- |
| 1     | Ramón Ángel Garmendia | ARG  | 72,32 m |
| 2     | Orángel Rodríguez     | VEN  | 70,32 m |
| 3     | Paulo Hasse           | BRA  | 68,84 m |

Finale: 2. November

### Zehnkampf Männer
| Platz | Athlet            | Land | Punkte |
| ----- | ----------------- | ---- | ------ |
| 1     | Alfred Silva      | CHI  | 6991   |
| 2     | Ramon Montezuma   | VEN  | 6964   |
| 3     | Claudio Escauriza | PAR  | 6791   |

1. und 2. November

## Frauenwettbewerbe
Die Mannschaftswertung bei den Frauen gewannen die Brasilianerinnen mit 174 Punkten vor den Argentinierinnen mit 93 Punkten sowie der Mannschaft Chiles mit 59 Punkten. Hinter den Kolumbianerinnen mit 48 Punkten erreichten die Venezolanerinnen mit 37 Punkte, Peru 24 Punkte und Uruguay 7 Punkte.

### 100-Meter-Lauf Frauen
| Platz | Athletin                  | Land | Zeit   |
| ----- | ------------------------- | ---- | ------ |
| 1     | Beatriz Allocco           | ARG  | 11,7 s |
| 2     | Carmela Bolivar           | PER  | 11,8 s |
| 3     | Esmeralda de Jesus Garcia | BRA  | 11,8 s |

Finale: 1. November

### 200-Meter-Lauf Frauen
| Platz | Athletin                  | Land | Zeit   |
| ----- | ------------------------- | ---- | ------ |
| 1     | Beatriz Allocco           | ARG  | 23,5 s |
| 2     | Tania Miranda             | BRA  | 24,1 s |
| 3     | Esmeralda de Jesus Garcia | BRA  | 24,1 s |

Finale: 4. November

### 400-Meter-Lauf Frauen
| Platz | Athletin       | Land | Zeit   |
| ----- | -------------- | ---- | ------ |
| 1     | Tania Miranda  | BRA  | 54,2 s |
| 2     | Margarita Grün | URU  | 54,8 s |
| 3     | Miriam Rojas   | COL  | 54,8 s |

Finale: 1. November

### 800-Meter-Lauf Frauen
| Platz | Athletin         | Land | Zeit       |
| ----- | ---------------- | ---- | ---------- |
| 1     | Alejandra Ramos  | CHI  | 2:04,2 min |
| 2     | Nancy González   | CHI  | 2:09,8 min |
| 3     | Adriana Marchena | VEN  | 2:10,4 min |

Finale: 3. November

### 1500-Meter-Lauf Frauen
| Platz | Athletin         | Land | Zeit       |
| ----- | ---------------- | ---- | ---------- |
| 1     | Alejandra Ramos  | CHI  | 4:23,2 min |
| 2     | Teresa Rodríguez | COL  | 4:32,6 min |
| 3     | Mónica Regonesi  | CHI  | 4:36,1 min |

Finale: 31. Oktober

### 100-Meter-Hürdenlauf Frauen
| Platz | Athletin          | Land | Zeit   |
| ----- | ----------------- | ---- | ------ |
| 1     | Yvonne Neddermann | ARG  | 14,2 s |
| 2     | Olga Verissimo    | BRA  | 14,4 s |
| 3     | Beatriz Capotosto | ARG  | 14,7 s |

Finale: 2. November

### 4-mal-100-Meter-Staffel Frauen
| Platz | Athletinnen                                                              | Land | Zeit   |
| ----- | ------------------------------------------------------------------------ | ---- | ------ |
| 1     | Besada Belkis Fava Yvonne Neddermann Beatriz Allocco                     | ARG  | 46,0 s |
| 2     | M. T. Soares Olga Verissimo Esmeralda de Jesus Garcia Sheila de Oliveira | BRA  | 46,1 s |
| 3     | Glenis Baez Adriana Marchena Elsa Antunez Yaneris Guerra                 | VEN  | 46,6 s |

Finale: 2. November

### 4-mal-400-Meter-Staffel Frauen
| Platz | Athletinnen                                                    | Land | Zeit       |
| ----- | -------------------------------------------------------------- | ---- | ---------- |
| 1     | M. T. Soares Joyce dos Santos Conceição Geremias Tania Miranda | BRA  | 3:42,0 min |
| 2     | Maria Guzman Carla Herencia Nancy González Alejandra Ramos     | CHI  | 3:44,6 min |
| 3     | Mancilla Estela Villa Maria Ocoro Miriam Rojas                 | COL  | 3:45,1 min |

Finale: 4. November

### Hochsprung Frauen
| Platz | Athletin         | Land | Höhe   |
| ----- | ---------------- | ---- | ------ |
| 1     | Ana Maria Marcon | BRA  | 1,75 m |
| 2     | Liliana Arigoni  | ARG  | 1,75 m |
| 3     | Beatriz Bonfim   | BRA  | 1,70 m |

Finale: 1. November

### Weitsprung Frauen
| Platz | Athletin           | Land | Weite  |
| ----- | ------------------ | ---- | ------ |
| 1     | Themis Zambrzycki  | BRA  | 6,03 m |
| 2     | Conceição Geremias | BRA  | 5,95 m |
| 3     | Yvonne Neddermann  | ARG  | 5,92 m |

Finale: 3. November

### Kugelstoßen Frauen
| Platz | Athletin          | Land | Weite   |
| ----- | ----------------- | ---- | ------- |
| 1     | Magdalena Gomez   | COL  | 13,94 m |
| 2     | Themis Zambrzycki | BRA  | 13,84 m |
| 3     | Maria Boso        | BRA  | 13,24 m |

Finale: 2. November

### Diskuswurf Frauen
| Platz | Athletin           | Land | Weite   |
| ----- | ------------------ | ---- | ------- |
| 1     | Sandra Peres       | BRA  | 46,11 m |
| 2     | Maria Boso         | BRA  | 42,54 m |
| 3     | Selene Saldarriaga | COL  | 41,78 m |

Finale: 2. November

### Speerwurf Frauen
| Platz | Athletin            | Land | Weite   |
| ----- | ------------------- | ---- | ------- |
| 1     | Marli dos Santos    | BRA  | 50,92 m |
| 2     | Neuza Trolezzi      | BRA  | 45,07 m |
| 3     | Ana María Campillay | ARG  | 42,30 m |

Finale: 31. Oktober

### Fünfkampf Frauen
| Platz | Athletin           | Land | Punkte |
| ----- | ------------------ | ---- | ------ |
| 1     | Themis Zambrzycki  | BRA  | 4117   |
| 2     | Conceição Geremias | BRA  | 3880   |
| 3     | Yvonne Neddermann  | ARG  | 3833   |

31. Oktober und 1. November

## Medaillenspiegel
| Medaillenspiegel Endstand nach 37 Entscheidungen | Medaillenspiegel Endstand nach 37 Entscheidungen | Medaillenspiegel Endstand nach 37 Entscheidungen | Medaillenspiegel Endstand nach 37 Entscheidungen | Medaillenspiegel Endstand nach 37 Entscheidungen | Medaillenspiegel Endstand nach 37 Entscheidungen |
| Platz                                            | Land                                             | Gold                                             | Silber                                           | Bronze                                           | Gesamt                                           |
| ------------------------------------------------ | ------------------------------------------------ | ------------------------------------------------ | ------------------------------------------------ | ------------------------------------------------ | ------------------------------------------------ |
| 1                                                | Brasilien                                        | 13                                               | 18                                               | 12                                               | 43                                               |
| 2                                                | Argentinien                                      | 7                                                | 4                                                | 7                                                | 18                                               |
| 3                                                | Chile                                            | 7                                                | 2                                                | 3                                                | 12                                               |
| 4                                                | Kolumbien                                        | 5                                                | 5                                                | 4                                                | 14                                               |
| 5                                                | Venezuela                                        | 4                                                | 6                                                | 6                                                | 16                                               |
| 6                                                | Uruguay                                          | 1                                                | 1                                                | –                                                | 2                                                |
| 7                                                | Peru                                             | –                                                | 1                                                | –                                                | 1                                                |
| 8                                                | Panama                                           | –                                                | –                                                | 2                                                | 2                                                |
|                                                  | Bolivien                                         | –                                                | –                                                | 2                                                | 2                                                |
| 10                                               | Paraguay                                         | –                                                | –                                                | 1                                                | 1                                                |